# Лобанов-Ростовский, Василий Михайлович Большой
Князь Василий Михайлович Лобанов-Ростовский по прозванию Большой (ум. 1606) — русский военный и государственный деятель, сын боярский, голова, воевода и наместник в царствование Ивана Грозного, Фёдора Иоанновича и Бориса Годунова.
Из княжеского рода Лобановы-Ростовские. Третий сын московского сына боярского в 1551 году, князя Михаила Борисовича Лобанова-Ростовского. Брат князей: Фёдора, Даниила, Михаила. Василия Меньшого, Ивана и Семёна Михайловичей.

## Биография

### Служба Ивану Грозному
В 1571 году выступил поручителем в 150 рублей по князю Ивану Фёдоровичу Мстиславскому, что он не отъедет ни к какому иноземному государю. В 1575-1576 годах князь Василий Большой Михайлович Лобанов-Ростовский служил полковым головой в Серпухове при боярине Петре Васильевиче Морозове в Большом полку. Весной 1576 года был "на берегу воеводой у судовых людей". В 1578 году — воевода в Рязани, откуда в августе был отправлен первым воеводой в Пронск, а по вестям велено ему быть в сходе с родственником, тульским воеводой князем Лобановым и быть с ним в Большом полку воеводою. В этом же году упомянут воеводой Сторожевого полка в Дедилове. В 1579 году упоминается в качестве головы в царском полку во время ливонского похода, затем служил воеводой в Чествине. В этом же году упомянут сходным воеводой Большого полка окраинных войск. В 1580 году вторично был назначен воеводой в Пронск, откуда его в мае отправили с передовым полком за р. Оку, где стоял «у Онтонья святого» против крымцев. В этом же году князь Василий Большой Лобанов-Ростовский командовал сторожевым полком под Коломной. В 1581 году участвовал шестым осадным воеводой в героической обороне Пскова от польско-литовской армии короля Речи Посполитой Стефана Батория и во время осады города второй воевода в За-псковском городе. В 1582 году послан вторым воеводой Большого полка в новгородском походе против шведов и осенью этого же года воевал со шведами под Орешком. В 1583 году первый воевода Сторожевого полка и воевода для вылазок в Новгороде для бережения от шведов. В 1584 году был послан вторым воеводой большого полка в Великий Новгород против шведов и после прихода был назначен на год вылазным воеводой.

#### Служба Фёдору Ивановичу
В 1585 году князь Василий Большой Лобанов-Ростовский служил первым воеводой в Торопце. Осенью 1586 года «по темниковским вестем» был отправлен в Касимов. В 1587-1588 годах — наместник в Торопце. В 1589 году отправлен воеводой «по свейским вестем» в Новгород со сторожевым полком, затем был послан на службу во Псков. В 1589 году упоминается в царской свите в чине есаула во время похода русской армии из Новгорода на шведские владения. В 1590 году приступной воевода, участвовал в осаде и штурме Нарвы (Ругодива). В 1591 году послан сперва третьим, а потом вторым воеводой в Ивангород и стоял там до февраля 1592 года. В 1595 году находился «на берегу» со сторожевым полком. В 1597 году — воевода в Свияжске.

##### Служба Борису Годунову
В 1598 году — первый воевода полка левой руки в походе к Кашире против крымских татар, а во время государева похода в Серпухов, по "крымским вестям", велено ему из Каширы идти в Серпухов с дворянами, детьми боярскими и татарами для встречи крымского гонца.  В 1599 году в Москве князь встречал шведского принца Густава Эрика с дворянами и детьми боярскими за Москвою, на Тверской загонной слободе на первом овражке. В 1600 году участвовал во встрече литовских послов в Грановитой палате. В 1601 году отправлен из Тулы в Ливны для «размены крымских послов». В 1602 году второй воевода в Новгороде, откуда отозван в Москву и 11 (21) апреля 1602 году был «у руки» Государя Бориса Фёдоровича перед отправкой на воеводство в Астрахань, где и упомянут в 1605 году вторым воеводой.
Умер в 1606 году.
От брака с неизвестной имел единственного бездетного сына, боярина Афанасия Васильевича Лобанова-Ростовского.

## Критика
В поколенной росписи поданной в 1682 году в Палату родословных дел для внесения в государев родословец, внесён только один князь Василий Михайлович, без указания прозвания "Большой" или "Меньшой" указанных во всех родословных книгах и от него выводится происхождение боярина и князя Афанасия Васильевича.